# Bacan (stato)
Il sultanato di Bacan (in lingua indonesiana: Kesultanan Bacan), fu uno stato principesco esistito nell'attuale Indonesia dal 1322 sino al 1965. Fu uno dei quattro regni delle Molucche con Ternate, Tidore e Jailolo. Dopo l'indipendenza dell'Indonesia nel 1949, le funzioni governative del sultano locale vennero gradualmente rimpiazzate dalla moderna struttura amministrativa. Il sultanato venne ripreso in epoca moderna come entità meramente culturale, senza più poteri effettivi a livello amministrativo.

## Le origini
Secondo una leggenda datata al XVI secolo, i re di Bacan, Banggai e Buton discendevano da una nidiata d'uova di serpente trovate tra le rocce di Bacan. Sulla base di questo racconto, dunque, Bacan si porrebbe come punto d'origine della politica delle Molucche. Il mito evidenzia inoltre le prime relazioni tra i regni papuani. Secondo un'altra storia, invece, un migrante arabo, Jafar Sadik, giunse nelle Molucche attorno al 1245 e sposò una ninfa celeste di nome Nurus Safa. Dalla coppia nacquero quattro figli chiamati rispettivamente Buka, Darajat, Sahajat e Mashur-ma-lamo, i quali furono gli antenati dei regnanti di Bacan, Jailolo, Tidore e Ternate.
Secondo lo scrittore olandese François Valentijn (1724), il regno di venne fondato nel 1322. Egli menziona il nome del primo re di Bacan con nome musulmano, Sidang Hasan, attorno al 1345, il quale subì la prima invasione da parte del vicino regno di Ternate. Successivamente, nel 1465, un principe di nome Bakar espanse l'influenza di Bacan sulla costa di Ceram sino a Hitu. Ad ogni modo, Valentijn disse che il primo sovrano musulmano fu il sultano Zainal Abidin che fiorì nel suo regno attorno al 1512. Secondo una versione dei racconti. suo fratello Jelman era noto come raja di Misool, una delle isole papuane. Dai primi racconti europei appare che i re delle isole Molucche avessero accettato l'islam nella seconda metà del Quattrocento, per l'influenza che ebbero una serie di mercanti musulmani provenienti dall'Arabia, attratti dal commercio delle spezie nell'area.

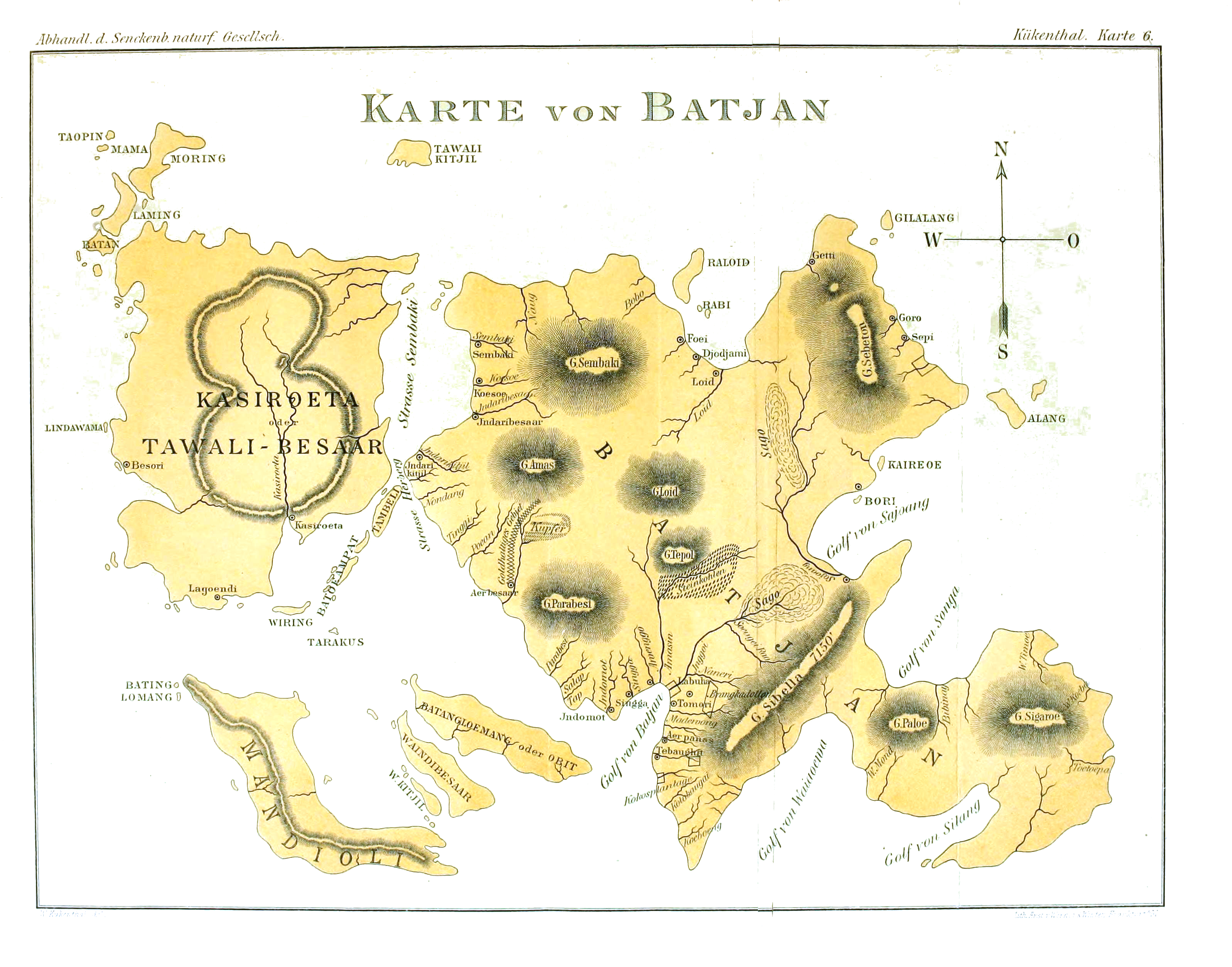
Le isole Bacan in una mappa del XIX secolo.

Le cronache indigene di Bacan sono complesse da valutare storicamente in quanto spesso non coincidono con quanto riportato da altre fonti contemporanee. Queste riportano ad esempio che le isole di Bacan erano originariamente governate da una pletora di capi locali detti ambasaya. Nel contempo, Said Muhammad Bakir detto Husin, che era uno dei figli dell'arabo Sidna Sidna Noh Jafar, prese residenza a Makian, a nord di Bacan, un importante centro per la produzione di chiodi di garofano. Successivamente divenne noto come signore di Kasiruta, nell'arcipelago di Bacan. Muhammad Bakir ebbe sette figli di cui Zainal Abidin succedette a suo padre nel governo di Makian e Kasiruta. I suoi sei fratelli e sorelle furono sovrani o consorti a Misool, Waigeo, Banggai, Loloda, Ceram e Bacan, legando così la propria dinastia ad altre importanti nell'area. Zainal Abidin sposò una principessa di Ternate con la quale ebbe Bayan Sirrullah che divenne viceré a Makian, ereditando in seguito anche il trono del padre a Kasiruta. Dopo di ciò, Makian apparve perduta a favore dei re di Bacan. Dopo un regno prospero e pacifico, Bayan Sirrullah morì e venne succeduto da Alauddin, noto per aver regnato dal 1581 al 1609 circa.

### Il primo impatto con gli europei
Quando i portoghesi si affacciarono all'arcipelago delle Molucche nel 1512, Bacan era uno dei regnanti più importanti dell'area con più uomini e nave di Ternate, Tidore e Jailolo messe insieme. Ricerche linguistiche hanno mostrato come la lingua di Bacan fosse più legata al Melaka che ad altri dialetti molucchiani, frutto delle frequenti relazioni col mondo malese. A quell'epoca la capitale del regno non era sull'isola di Bacan, ma si trovava a Kasiruta. Il potere del sultano si estendeva sino a Ceram che era economicamente un punto vitale per il commercio dei prodotti coltivati, in particolare verso le isole papuane. La produzione di chiodi di garofano era però inferiore se comparata a quello di altri regni delle Molucche. Tomé Pires (c. 1515) riportava come il nome del sovrano locale fosse raja Yusuf, che era fratellastro del sultano Bayan Sirrullah di Ternate. Nel 1521 il restante degli uomini della spedizione di Magellano giunse a Tidore dove gli spagnoli vennero avvicinati dai sultani di Tidore, Jalolo e Bacan come potenziali alleati contro gli invasori portoghesi. Il sovrano di Bacan all'epoca era sposato con una delle figlie del filo-portoghese Bayan Sirrullah, ma fece avvelenare poco dopo il suocero. I bacanesi massacrarono quindi un gruppo di portoghesi che avevano osato abusare delle loro mogli e persino le dame a corte.

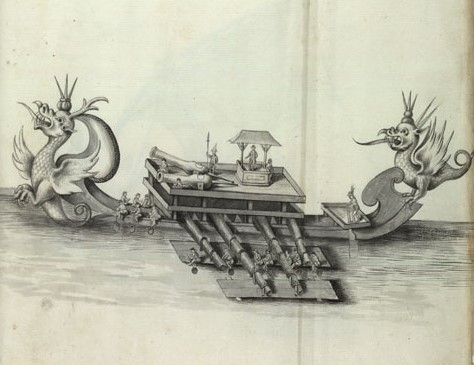
Una kora kora maluccana in un manoscritto del 1561

Durante i decenni successivi, Bacan ebbe un ruolo subordinato rispetto a ternate e Tidore. Il sultano Alauddin (I) apparve al governo negli anni '20 del Cinquecento visse un periodo di contrasti con i portoghesi. Quando tentò di mantenersi distaccato dagli europei, una spedizione portoghese razziò la capitale nel 1534 e distrusse il mausoleo reale di Bacan. A metà del Seicento il sultanato produceva più chiodi di garofano di Ternate. Il porto locale era un punto di riferimento fondamentale per le navi che viaggiavano da Ternate verso altre parti dell'arcipelago e da Banda o Ambon a Ternate. I capi del popolo papuano si portavano di frequente in visita a Bacan coi loro vassalli ed avevano legami positivi col sultano. Il figlio e successore di Alauddin fu Hairun (1557-1577), da non confondere con suo zio materno, Hairun di Ternate, col quale il sovrano di Bacan ebbe sempre pessimi rapporti. Gli abitanti sotto il suo regno non aderirono all'islam e continuarono perlopiù a praticare religioni locali e lo stesso sovrano, alla ricerca di un supporto da parte dei portoghesi, si convertì al cattolicesimo ed adottò il nome di dom João. La conversione del sovrano portò a dei tumulti nel 1570. Il nuovo sovrano di Ternate, Babullah, cugino e cognato di dom João, mantenne la sua posizione strenuamente filo-mussulmana e anti-portoghese ed attaccò le aree cristianizzate delle Molucche, inclusa Bacan. Mentre i portoghesi vennero espulsi da Ternate nel 1575, dom João venne costretto a riconvertirsi all'islam sino a quando non venne avvelenato da Babullah nel 1577. Un figlio o un fratello di dom João, dom Henrique, ottenne di poter occupare il trono di Bacan ma venne ucciso in battaglia nel 1581. Il cristianesimo venne quindi in gran parte sconfitto anche se piccole comunità rimasero a Labuha, sull'isola di Bacan, seppur in condizioni di semi-clandestinità.
Della famiglia reale di Bacan rimaneva il figlio minore di dom João, Alauddin II (1581-c. 1609) il quale, pur essendo un mussulmano, era contrario a sottostare al giogo di Ternate. La morte del potente Babullah (1583) e la proclamazione dell'Unione Iberica (1581) gli aprirono nuove opportunità in concomitanza col desiderio espansionista degli spagnoli dalle Filippine. Alauddin II assistette all'invasione spagnola nel 1603, occasione nella quale venne ferito, e nuovamente nel 1606. In quest'ultima occasione gli spagnoli riuscirono a sconfiggere il sultanato di Ternate e ricompensarono Alauddin II con il possesso delle isole di Kayoa, Waidoba e Bayloro. Ad ogni modo, una lunga serie di conflitti pesò ancora sulla popolazione locale. L'antica residenza del sultano a Kasiruta era stata abbandonata all'inizio del XVII secolo ed il palazzo reale era stato trasferito ad Amassing, sulla costa sudoccidentale dell'isola di Bacan, nei pressi di Labuha. Secondo la Cronaca di Bacan, Alauddin diede sua figlia in sposa a Patra Samargalila, il Sangaji (capo) di Labuha. Lo Sangaji e sua moglie persuasero quindi Alauddin a spostare la sua capitale nelle vicinanze di Labuha per la bellezza della terra e la presenza di un fiume. Dutch sources indicate that fear of the lethal raids carried out by Tidorese war fleets was decisive in the move.

### Il dominio olandese
I primi coloni olandesi giunsero nelle Molucche nel 1599 e combatterono con l'impero spagnolo, alleandosi con Ternate. Nel 1609 il comandante Simon Jansz Hoen ed il sultano Mudafar Syah I di Ternate invasero insieme Bacan e minacciarono il forte spagnolo di Labuha. Il sultano Alauddin II scelse di astenersi dalla lotta armata. Gli spagnoli e gli abitanti cristiani di Labuha lasciarono la città e vennero poi in gran parte uccisi o fatti prigionieri. Come rappresentante della Compagnia olandese delle Indie orientali, Hoen sottoscrisse un contratto con Alauddin, il quale promise di concedere agli olandesi il monopolio del commercio delle spezie nel suo territorio. Il forte spagnolo venne rinominato Fort Barneveld (dallo statista Johan van Oldenbarnevelt) ed ospitò una guarnigione di 50 uomini. A partire dalla seconda metà del Seicento, ad ogni modo, alcuni villaggi della costa ceramese si rifiutarono di sottostare all'autorità del sovrano. Un nuovo problema sorse nel 1682 quando il sultano Alauddin III vendette le isole Obi alla Compagnia olandese delle Indie orientali per la somma di 800 reals, atto che venne pesantemente criticato dai locali.

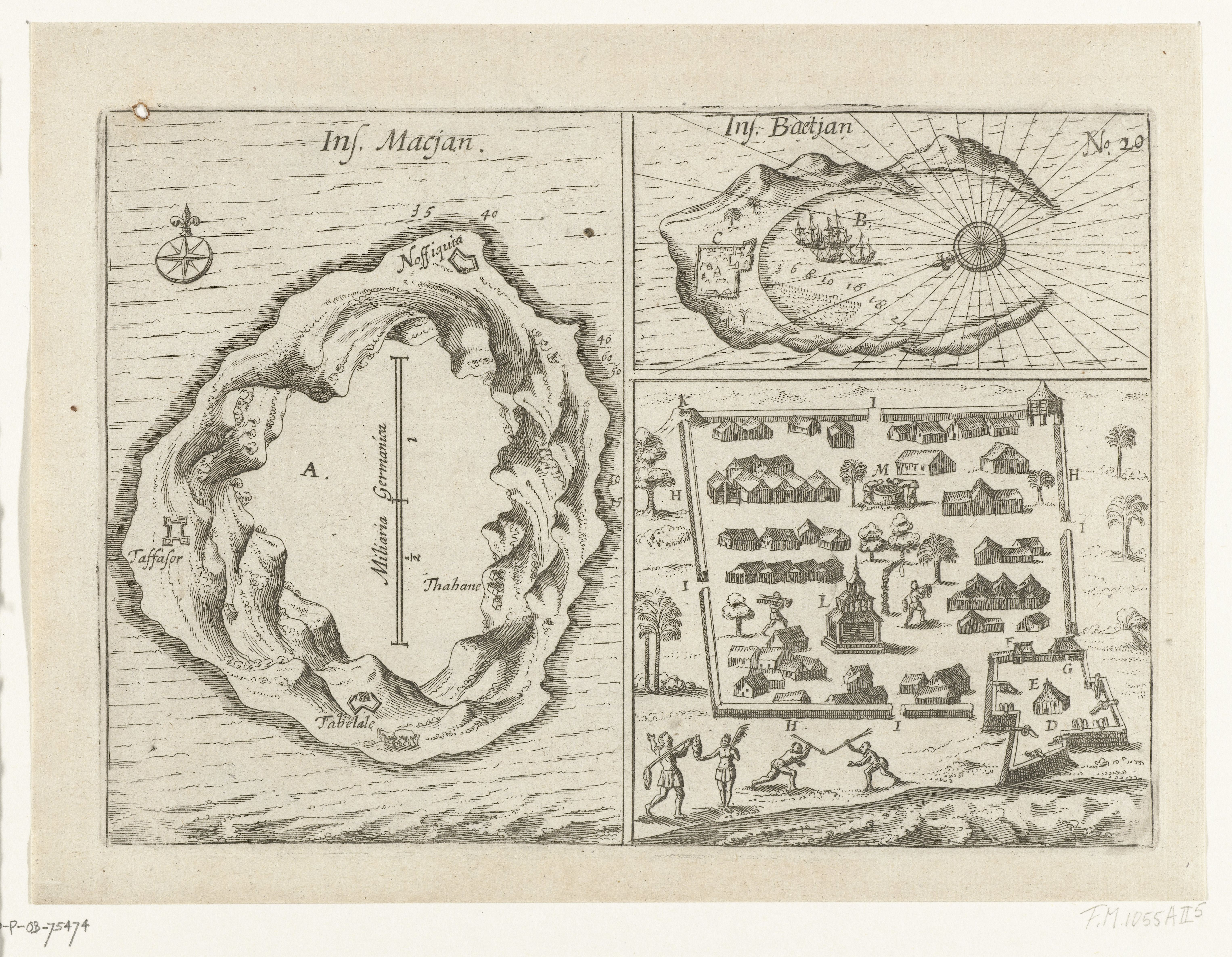
Makian e l'isola di Bacan nel 1616 circa.

Dopo il 1609 i sovrani di Bacan vennero coinvolti in una lotta per la predominanza nelle Molucche, solitamente ma non sempre al fianco degli olandesi. Alauddin II morì poco dopo il 1609 ed il reggente nominato, Kaicili Malito mantenne il potere per qualche tempo. Questi venne ucciso in una battaglia navale contro gli spagnoli ed i loro alleati di Tidore nel 1614. Il figlio di Alauddin, il sultano Nurusalat (c. 1609-1649) venne coinvolto dopo il 1627 in una questione dai tratti oscuri quando elementi cristiani della popolazione di Labuha cospirarono con gli spagnoli contro la presenza degli olandesi col tacito consenso del sovrano, che colse vanamente questa opportunità per riportare la popolazione di Labuha sotto il suo diretto controllo. Dopo la sua morte, suo figlio Muhammad Ali (1649-1654, 1656-1660) venne costretto a siglare un contratto nel 1653 dove si accordò con gli olandesi per garantire loro l'estirpazione delle piante che producevano chiodi di garofano dal suo regno per garantire alla Compagnia olandese delle Indie orientali il monopolio locale. Bacan venne quindi coinvolta nella Grande guerra di Ambon dove i ribelli della parte centrale e settentrionale delle Molucche si allearono coi makassaresi per porre fine alla tirannia degli olandesi. Bacan venne costretta a schierarsi coi ribelli per breve tempo.

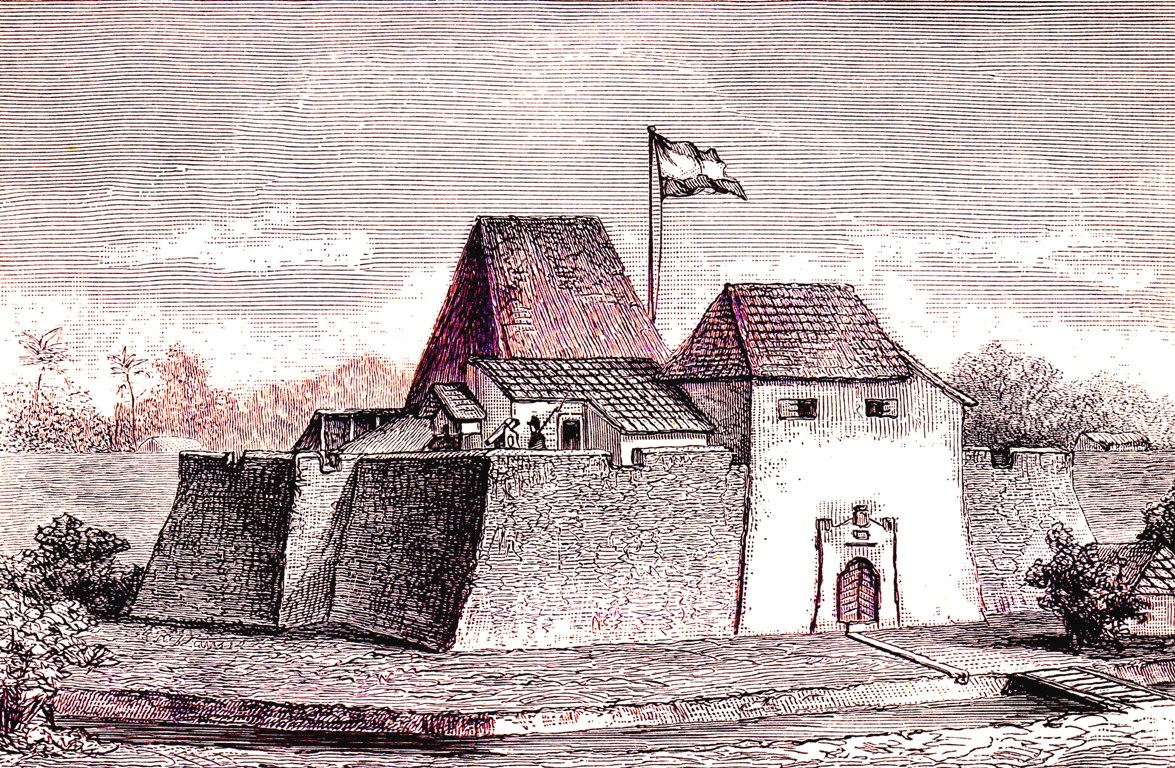
Fort Barneveld sull'isola di Bacan.

Dopo la sconfitta della rivolta, gli olandesi tennero Bacan sotto stretta sorveglianza per più di un secolo. Gli osservatori olandesi notarono infatti che l'élite di Bacan era intenzionata a guadagnarsi la propria indipendenza. La bassa densità di popolazione, aggravata da epidemie, era però compensata dall'abbondanza di sago e dalla pesca che rendeva i locali autosufficienti in quanto a rifornimenti. La pirateria rimase un problema endemico sino al XIX secolo. Nel 1774 il nuovo sovrano Muhammad Sahadin (1741-1779) intrattenne rapporti amichevoli con il capitano inglese Thomas Forrest e col sultano indipendente di Maguindanao. Gli olandesi, sempre più sospettosi di questo comportamento, deposero Muhammad nel 1779. I successivi due sultani vissero perlopiù in esilio. Ad ogni modo, gli olandesi trovarono nuove difficoltà con un movimento di rivolta guidato dal principe Nuku di Tidore. Con l'aiuto degli inglesi, le forze di Nuku conquistarono il forte olandese di Bacan nel 1797, prima di occupare Tidore. Il principe Atiatun, che amministrava il regno all'epoca, accolse a braccia aperte Nuku. La guerra ad ogni modo portò distruzione sull'isola di Bacan e un ulteriore spopolamento del regno.

### L'ultima fase del governo coloniale

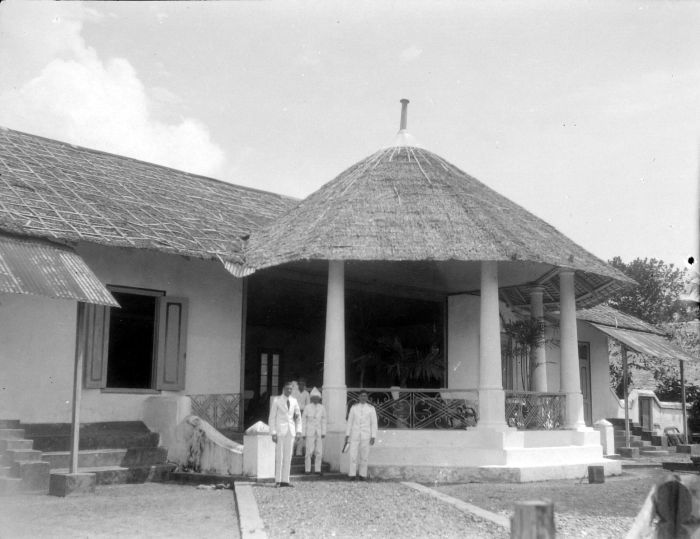
Il palazzo del sultano di Bacan nel 1935.

Gli inglesi nominarono un nuovo sovrano appartenente ad un ramo collaterale della famiglia regnante, Kamarullah (1797-1826), che ottenne di rimanere in carica anche col ritorno degli olandesi nelle Molucche. Suo figlio Muhammad Hayatuddin Kornabei (1826-1860) ricevette alla sua corte il naturalista inglese Alfred Russel Wallace che non solo denotò la scarsità di popolazione, ma anche il desiderio del sultano di attrarre a sé nuovi abitanti ed imprese straniere per l'estrazione mineraria nelle isole del suo dominio. Un gruppo di minatori d'oro cinesi si portarono poco dopo dal Borneo occidentale sull'isola ma ebbero poca fortuna. Un altro tentativo di sviluppare le isole col supporto del sultano venne compiuto dal mercante olandese M.E.F. Elout van Soeterwoude che iniziò delle piantagioni di vaniglia, caffè, tabacco e patate, ma il suolo si presentava inadatto e il clima pessimo per queste coltivazioni ed il progetto naufragò definitivamente nel 1900. Al sultano Muhammad Sadik (1862-1889) succedette suo figlio Muhammad Usman (da non confondere col suo contemporaneo omonimo Muhammad Usman di Ternate), il quale sottoscrisse un contratto nel 1899 che concedeva al governo olandese la rendita delle tassazioni locali, venendo in cambio riconosciuto come sovrano dagli olandesi stessi con un atto forale nel febbraio del 1900.

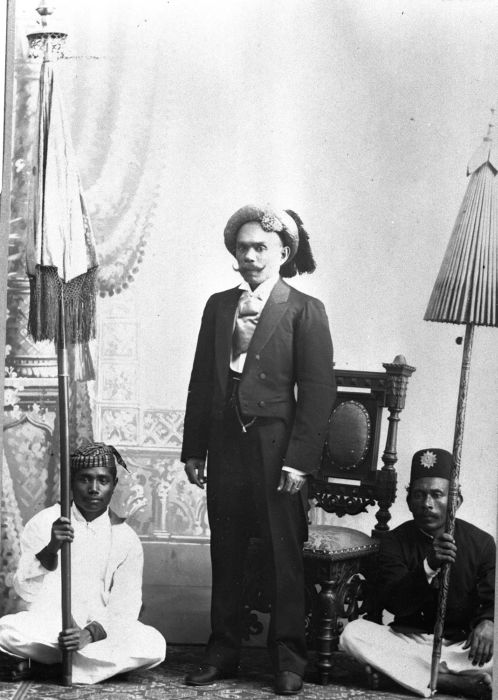
Il sultano Muhammad Usman (r. 1899-1935)

Il figlio di Muhammad Usman, Muhammad Muhsin (1935-1983), sopravvisse all'occupazione giapponese ed alla successiva Rivoluzione indonesiana. Durante gli anni della guerra, Bacan soffrì diversi bombardamenti alleati che distrussero completamente il palazzo del sultano, ma tutto rimase immutato sino all'indipendenza indonesiana del 1949. Muhammad Muhsin prestò servizio come residente nella provincia di Maluku settentrionale nel periodo 1956-1959. Col crescere del nuovo governo, ad ogni modo, il sultanato venne definitivamente abolito nel 1965. Sul finire del XX secolo, come accaduto in altre parti dell'Indonesia, anche a Bacan venne ripristinato il sultanato ma senza più poteri effettivi, con un valore meramente culturale e per il mantenimento delle tradizioni locali.

## Elenco dei sovrani
| Kolano o sultani di Bacan    | Regno        |
| ---------------------------- | ------------ |
| Buka                         | XIII secolo  |
| Sidang Hasan                 | XIV secolo   |
| Muhammad Bakir               | c. 1465      |
| Zainal Abidin                | c. 1512      |
| Bayan Sirrullah              | XVI secolo   |
| Raja Yusuf                   | c. 1515      |
| Alauddin I                   | c. 1520–1557 |
| Dom João, Hairun             | 1557–1577    |
| Dom Henrique                 | 1577–1581    |
| Alauddin II                  | 1581-c. 1609 |
| Kaicili Malito (reggente)    | c. 1609–1614 |
| Nurusalat                    | c. 1609–1649 |
| Muhammad Ali                 | 1649–1654    |
| N.N.                         | 1654–1655    |
| Muhammad Ali                 | 1656–1660    |
| Alauddin III                 | 1660-1701    |
| Musa Malikuddin              | 1701–1715    |
| Kie Nasiruddin               | 1715-1732    |
| Hamza Tarafan Nur            | 1732–1741    |
| Muhammad Sahadin             | 1741–1779    |
| Skandar Alam                 | 1780–1788    |
| Muhammad Badaruddin, Ahmad   | 1788–1797    |
| Kamarullah                   | 1797–1826    |
| Muhammad Hayatuddin Kornabei | 1826–1860    |
| Muhammad Sadik               | 1862–1889    |
| Muhammad Usman               | 1899–1935    |
| Muhammad Muhsin              | 1935–1983    |